# Sven Reutter
Sven Reutter (* 13. August 1996 in Wendelsheim) ist ein ehemaliger deutscher Radrennfahrer.

## Karriere
Sven Reutter errang 2013 zusammen mit Marc Jurczyk auf der Bahn den deutschen Meistertitel im Madison der Junioren. Er gewann 2014 die Gesamtwertung der Niedersachsen-Rundfahrt bei den Junioren. Hinzu kam noch die Silbermedaille bei den deutschen Meisterschaften bei den Junioren.
In seiner ersten Saison im Erwachsenenbereich fuhr Reutter beim Continental Team Stölting und wurde mit dieser Mannschaft Dritter bei den deutschen Meisterschaften im Mannschaftszeitfahren 2015. Die Mannschaft fuhr 2016 unter dem Namen Stölting Service Group als Professional Continental Team und löste sich anschließend auf, so dass Reutter im Jahr 2017 zum rad-net Rose Team wechselte.
Aus gesundheitlichen Gründen beendete Sven Reutter seine Radsportlaufbahn am Ende der Saison 2018.

## Erfolge

### Straße
2014
- Gesamtwertung Niedersachsen-Rundfahrt (Junioren)
- Deutsche Meisterschaft – Einzelzeitfahren (Junioren)

2015
- Deutsche Meisterschaft – Mannschaftszeitfahren

### Bahn
2013
- Deutscher Meister – Madison (Junioren)

## Teams
- 2015 Team Stölting
- 2016 Stölting Service Group
- 2017 rad-net Rose Team
- 2018 Heizomat rad-net.de